# Chola da Briatico
Chola da Briatico (fl. XV secolo) è stato un cartografo italiano.
Di lui si hanno pochissime notizie bibliografiche.
È però conosciuto per la stesura di un atlante, diviso in tre tavole, scoperto nella Biblioteca Civica di Siena (dov'è tuttora conservato), dal geografo Roberto Almagià.
Su questa carta vi è l'iscrizione: in 1430 Cholla de Briatico llà ficet.
È considerato l'unico cartografo dell'Italia Meridionale prima del Cinquecento.